# 勅使河原純
勅使河原 純（てしがわら じゅん、1948年 - ）は、日本の美術評論家、キュレーター。
岐阜県生まれ。東京都立西高等学校を経て、東北大学文学部美学美術史学科を卒業。民間企業、地方自治体、文化系財団などに勤務したのち、世田谷美術館事業部長。1995年『美術館からの逃走』で倫雅美術奨励賞受賞。油絵「風方」で第22回シェル美術佳作賞を受賞。生け花の勅使河原蒼風とは関係はない。

## 著書
- 『菱田春草とその時代』 六芸書房、1982
- 『裸体画の黎明 黒田清輝と明治のヌード』 日本経済新聞社、1986
- 『美術館からの逃走 現代「美術」は風景にからみつき』スタンリー・N.アンダソン訳.、現代企画室、1995
- 『アフター・アート 美術をやめるための美術論』 スカイドア、1998
- 『花のピカソと呼ばれ 華道を超えていった宗匠・勅使河原蒼風の物語』 フィルムアート社、1999
- 『暴力と芸術 ヒトラー、ダリ、カラヴァッジォの生涯』 フィルムアート社、2003
- 『アンリ・ルソーにみるアートフルな暮らし 史上もっとも成功した熟年アート術』 ミネルヴァ書房、2004、シリーズlife×art
- 『絵描きの石原慎太郎』 フィルムアート社、2005
- 『「ひまわり」落札』 めるくまーる、2006

## 参考
- セブンネット

## 注
1. ↑  “プロフィール　│　JT-ART-OFFICE アートは心の窓　いま美術を一人ひとりの手に。”. jt-art-office.com. 2023年11月14日閲覧。
2. ↑  『花のピカソと呼ばれ』まえがき。